# 外阴肿瘤
外阴肿瘤，也称外阴癌（英語：Vulvar cancer），是一类生长于外阴的肿瘤，占所有妇科癌症的4%，且会影响患者终生。它包括有外阴癌的癌前病变外阴上皮内瘤变、鳞状细胞癌和乳房外柏哲德氏病。其中鳞状细胞癌占全部外阴癌的90%。